# Jigoku-Retsuden
Jigoku-Retsuden (地獄烈伝, traducibile in Intense Transmission from Hell), noto anche con il nome Kissology, è un album del gruppo musicale statunitense Kiss, pubblicato in edizione limitata esclusivamente in Giappone nel 2008. È stato distribuito nel resto del mondo come parte dell'album Sonic Boom nel 2009.
Il disco è costituito da 15 di alcuni dei maggiori successi dei Kiss ri-registrati in studio con la nuova formazione comprendente Paul Stanley, Gene Simmons, Tommy Thayer e Eric Singer.

## Tracce
1. Deuce – 3:08 (Gene Simmons) – voce solista: Simmons
2. Detroit Rock City – 3:57 (Paul Stanley, Bob Ezrin) – voce solista: Stanley
3. Shout It Out Loud – 2:54 (Stanley, Simmons, Ezrin) – voci soliste: Stanley, Simmons
4. Hotter than Hell – 3:10 (Stanley) – voce solista: Stanley
5. Calling Dr. Love – 3:26 (Simmons) – voce solista: Simmons
6. Love Gun – 3:14 (Stanley) – voce solista: Stanley
7. I Was Made for Lovin' You – 4:42 (Stanley, Vini Poncia, Desmond Child) – voce solista: Stanley
8. Heaven's on Fire – 3:24 (Stanley, Child) – voce solista: Stanley
9. Lick It Up – 3:56 (Stanley, Vinnie Vincent) – voce solista: Stanley
10. I Love It Loud – 4:09 (Simmons, Vincent) – voce solista: Simmons
11. Forever – 3:53 (Stanley, Michael Bolton) – voce solista: Stanley
12. Christine Sixteen – 2:59 (Simmons) – voce solista: Simmons
13. Do You Love Me? – 3:39 (Stanley, Ezrin, Kim Fowley) – voce solista: Stanley
14. Black Diamond – 4:20 (Stanley) – voce solista: Eric Singer; intro: Stanley
15. Rock and Roll All Nite – 2:49 (Stanley, Simmons) – voce solista: Simmons